# Aidia
Aidia, biljni rod iz porodice Rubiaceae raširen u Aziji, Africi, zapadnom Pacifiku i Australiji. Postoji 56 priznatih vrsta, uglavnom manjeg drveća i jednog epifita.

## Vrste
1. Aidia abeidii S.E.Dawson & Gereau
2. Aidia acuminata (Blume) K.M.Wong
3. Aidia acutipetala Ridsdale
4. Aidia auriculata (Wall.) Ridsdale
5. Aidia bakeri (Merr.) Ridsdale
6. Aidia beccariana (Baill.) Ridsdale
7. Aidia borneensis Ridsdale
8. Aidia bracteata Ridsdale
9. Aidia brisipensis Ridsdale
10. Aidia canthioides (Champ. ex Benth.) Masam.
11. Aidia chantonea Tirveng.
12. Aidia cochinchinensis Lour.
13. Aidia congesta (Schltr. & K.Krause) Ridsdale
14. Aidia corymbosa (Blume) K.M.Wong
15. Aidia cowleyi Puttock
16. Aidia crassifolia S.E.Dawson & Gereau
17. Aidia densiflora (Wall.) Masam.
18. Aidia dilleniacea (Baill.) Ridsdale
19. Aidia endertii Ridsdale
20. Aidia foveata Ridsdale
21. Aidia gardneri (Thwaites) Tirveng.
22. Aidia genipiflora (DC.) Dandy
23. Aidia glabra (Valeton) Ridsdale
24. Aidia gyropetala A.J.Ford & Halford
25. Aidia halleri Ridsdale
26. Aidia henryi (E.Pritz.) T.Yamaz.
27. Aidia heterophylla Ridsdale
28. Aidia impressinervis (King & Gamble) Ridsdale
29. Aidia jambosoides (Valeton) Ridsdale
30. Aidia kinabaluensis Ridsdale
31. Aidia lancifolia K.M.Wong
32. Aidia longiflora Ridsdale
33. Aidia magnifolia Ridsdale
34. Aidia micrantha (K.Schum.) Bullock ex F.White
35. Aidia moluccana Ridsdale
36. Aidia ochroleuca (K.Schum.) E.M.A.Petit
37. Aidia oxyodonta (Drake) T.Yamaz.
38. Aidia paiei Ridsdale
39. Aidia parvifolia (King & Gamble) K.M.Wong
40. Aidia polystachya (Valeton) Ridsdale
41. Aidia pseudospicata Ridsdale
42. Aidia pulcherrima (Merr.) Ridsdale
43. Aidia pycnantha (Drake) Tirveng.
44. Aidia quintasii (K.Schum.) G.Taylor
45. Aidia racemosa (Cav.) Tirveng.
46. Aidia rhacodosepala (K.Schum.) E.M.A.Petit
47. Aidia rubens (Hiern) G.Taylor
48. Aidia salicifolia (H.L.Li) T.Yamaz.
49. Aidia solomonensis Ridsdale
50. Aidia tomentosa (Blume) Ridsdale
51. Aidia vieillardii (Baill.) Ridsdale
52. Aidia vitiensis (Seem.) Puttock
53. Aidia wattii G.Taylor
54. Aidia waugia Ridsdale
55. Aidia yunnanensis (Hutch.) T.Yamaz.
56. Aidia zippeliana (Scheff.) Ridsdale